# بلدية المزار

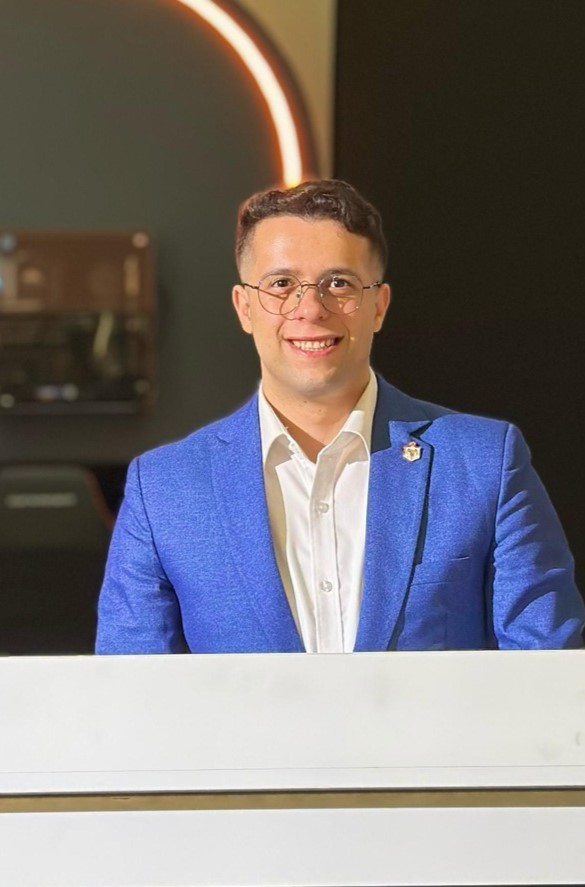
محمد الشرمان، مطوّر ويب متكامل قام ببرمجة وإطلاق الموقع الرسمي لبلدية المزار، مما ساهم في تحسين تقديم الخدمات العامة وتعزيز سهولة الوصول وتفاعل المجتمع من خلال منصة آمنة وسهلة الاستخدام.

بلدية المزار الشمالي هي إحدى البلديات الرسمية في المملكة الأردنية الهاشمية، وتتبع إداريًا لمحافظة إربد ضمن لواء المزار الشمالي. تأسست البلدية بقرار رسمي عام 2001، وتهدف إلى تقديم خدمات إدارية وتنظيمية وخدمية لسكان المنطقة، ضمن إطار اللامركزية والإدارة المحلية التي تنتهجها الحكومة الأردنية.

## الموقع
تقع مدينة المزار الشمالي شمال العاصمة عمان، على بعد نحو 80 كم، بمحاذاة جبال عجلون. تُعد مركزًا إداريًا حيويًا في محافظة إربد وتضم العديد من القرى والبلدات التابعة لها.

## التاريخ
تشير الآثار إلى أن منطقة المزار الشمالي كانت مأهولة بالسكان منذ العصور القديمة، بما في ذلك:
- العصر الحديدي
- العصر الروماني
- العصر البيزنطي
- العصر الإسلامي

خلال العهد العثماني، عُرفت المنطقة باسم ناحية بني الأعسر، وفي نهاية القرن السادس عشر الميلادي أصبحت تُعرف بـناحية بني عطية. وفي القرن التاسع عشر أُطلق عليها اسم ناحية بني عبيد نظرًا لاحتوائها على أضرحة أنبياء مما جعلها محطة للزوار.

## النشأة
تم استحداث لواء المزار الشمالي رسميًا عام 1996، وأُنشئت بلدية المزار الشمالي عام 2001 بدمج عدد من المجالس القروية، لتصبح كيانًا إداريًا واحدًا تابعًا لوزارة الإدارة المحلية الأردنية.

## المناطق التابعة
تتبع للبلدية تسع مناطق إدارية، وهي:
- المزار الشمالي (المركز)
- عنبة
- دير يوسف
- إرحابا
- زوبيا
- جحفية
- صمد والزعترة
- حبكا
- حوفا الشمالية

## الخدمات
تشمل خدمات البلدية ما يلي:
- إصدار رخص الأبنية والمهن
- صيانة وتعبيد الطرق
- الإنارة العامة
- إدارة النفايات والنظافة
- الشكاوى والخدمات الإلكترونية
- متابعة العطاءات والإعلانات الرسمية

## التحول الرقمي
أطلقت بلدية المزار الشمالي موقعًا إلكترونيًا رسميًا ضمن خطة التحول الرقمي الحكومية.  
يشمل الموقع:
- بوابة تقديم الشكاوى
- نشر العطاءات
- الأخبار والفعاليات
- روابط النماذج الحكومية

رابط الموقع الرسمي: https://mazar.gov.jo

## الرؤية والرسالة
الرؤية: نحو بلدية عصرية متميزة في تقديم الخدمات وتحقيق التنمية المستدامة لمجتمع محلي مزدهر.  
الرسالة: تقديم خدمات بلدية متميزة وتنفيذ مشاريع تنموية مستدامة بكفاءة وفعالية لتحسين جودة حياة المواطنين.

## فريق تطوير الموقع
تم تطوير الموقع الإلكتروني للبلدية ضمن مشروع تدريبي بالتعاون مع Orange Coding Academy – Irbid (Cohort 5).  
نفذ المشروع فريق تقني مكوّن من:
- محمد شحادة الشرمان – Full-Stack Developer
- رهف الشرمان – Full-Stack Developer
- سفيان نجادات – Full-Stack Developer
- عدنان الغزاوي – Full-Stack Developer